# Onychocamptus chathamensis
Onychocamptus chathamensis är en kräftdjursart som först beskrevs av Sars 1905.  Onychocamptus chathamensis ingår i släktet Onychocamptus och familjen Laophontidae. Inga underarter finns listade i Catalogue of Life.